# Rachel Sermanni

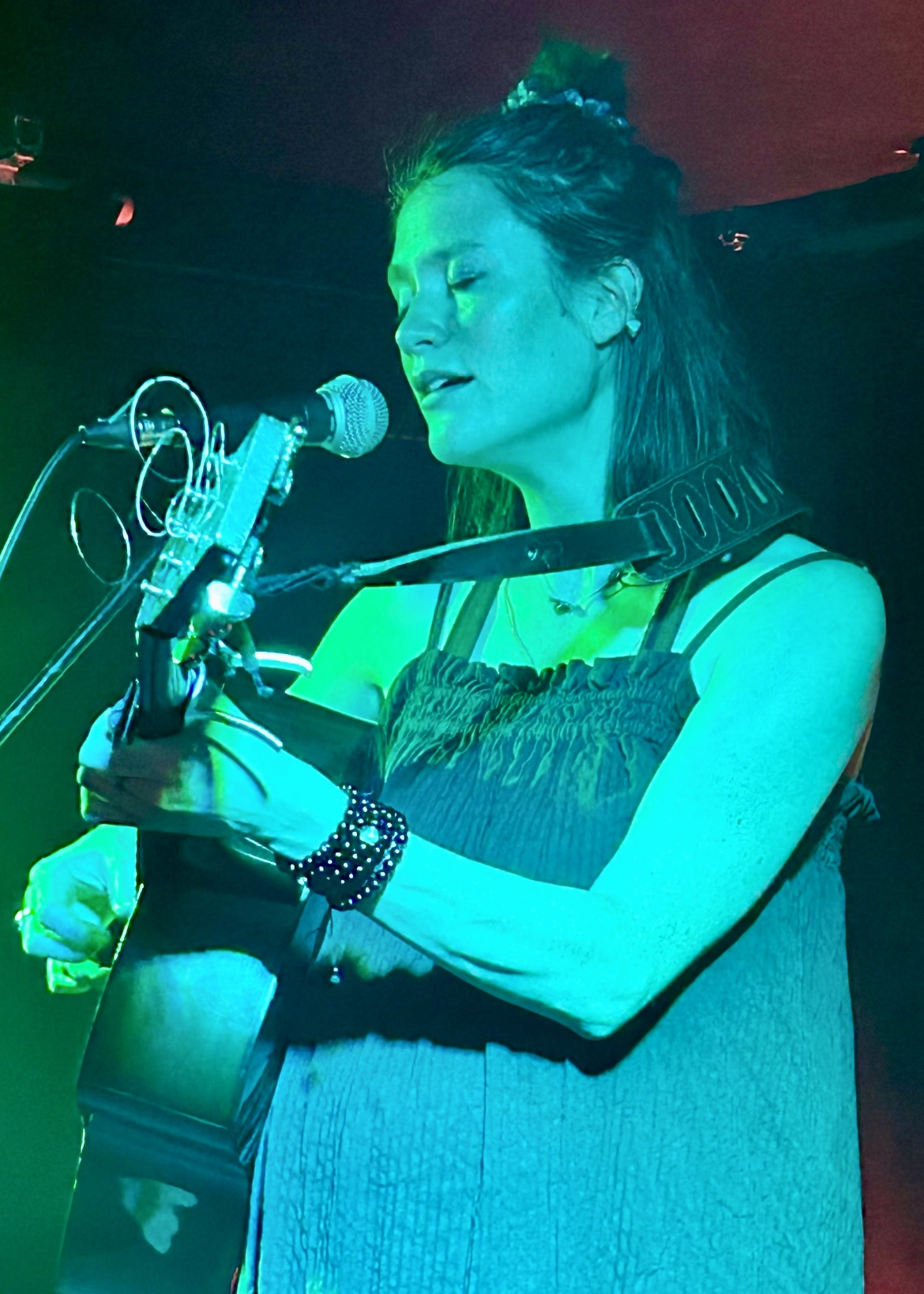
Rachel Sermanni (2023)

Rachel Sermanni (* 7. November 1991 in Carrbridge) ist eine britische Folkmusikerin (Gesang, auch Gitarre) und Singer-Songwriterin, die mit Sandy Denny und Joni Mitchell verglichen wird.

## Wirken
Sermanni sang zunächst mit ihren Geschwistern und erhielt ersten Unterricht auf der Pennywhistle durch ihren Vater. Dann lernte sie autodidaktisch Gitarre zu spielen. Zunächst in der Schule und vor allem später beim Singen in den Pubs von Glasgow entwickelte sie ihr Verständnis für traditionelle schottische Musik.
Sermanni trat 2011 erstmals beim Glasgower Festival Celtic Connections auf und veröffentlichte ihre selbstproduzierte erste EP. Die Glasgower Zeitung The Herald porträtierte sie daraufhin als einen ihrer „Stars des Jahres 2012“. Rough Trade Records veröffentlichte im Februar 2012 Sermanis EP, Black Currents. Im selben Jahr trat sie beim Reading Festival auf und tourte durch Irland. Nachdem ihr Debütalbum erschienen war, war sie Sylvester 2012 war sie ein Headliner des Hogmanay-Programms der BBC Scotland und trat in deren Studio in Glasgow zusammen mit Frightened Rabbit, Phil Cunningham und Aly Bain auf.
Weitere Alben Sermannis folgten. Auch tourte sie mit Mumford & Sons, Michael Kiwanuka und Elvis Costello. Außerdem arbeitete sie mit Jazzanova (Rain Makes the River) sowie im Ensemble Troikala mit dem assamesischen Sänger Papon und dem Tablaspieler Bickram Ghosh.

## Diskographische Hinweise
- Under Mountains (Middle of Nowhere 2012)[8]
- Tied to the Moon (Middle of Nowhere 2015)[9]
- So It Turns (2020, mit Paul Santner, Declan Forde, James Banner, Max Andrzejewski)[10]
- Dreamer Awake (Navigator 2023)[11]